# 體育館-華埠站
體育館／華埠（唐人街）站是加拿大卑詩省溫哥華一座架空列車博覽線車站，為運輸聯線收費架構中一號收費區的其中一個車站。此站坐落溫哥華市中心半島高地的東端，鄰近卑詩體育館和羅渣士體育館，並瀕臨溫哥華華埠西端，因而得名。

## 歷史
此站於1985年12月11日聯同博覽線一起開幕，當時稱為體育館站（Stadium Station）。溫哥華舉辦1986年世界博覽會期間，架空列車設有免費專車來往體育館站和濱海站，以便參與博覽會的遊客來回福溪旁的展覽場地與布勒内灣旁的主辦國展館（即現加拿大廣場）。為了分流博覽會遊客和常規架空列車服務的乘客，體育館站的設計較博覽線其他車站複雜：車站東北面的中央島式月台和軌道供架空列車常規乘客使用，而車站西南面的側式月台和軌道則供世博專車停靠，世博遊客並可在此換乘單軌鐵路通往世博福溪會場。世博結束後，此側式月台和軌道大致停用，現時主要作架空列車内部培訓或列車調度等用途。
千禧線於2002年通車後曾駛經此站，直至當局於2016年10月22日重組架空列車網絡為止。
因應華埠居民和商戶的建議，運輸聯線於2004年10月14日將體育館站更名為體育館－華埠站，為華埠作宣傳之用。此站的奇化街入口告示牌並加註「體育館／華埠（唐人街）」的繁體中文字樣，為目前架空列車系統中唯一擁有官方中文名的車站。

## 車站設計

### 樓層
| S | 地面（西） | 市中心出入口、自動售票機、驗票閘門                         |
| C | 大堂       | 華埠出入口、運輸聯線失物認領處、自動售票機、驗票閘門、商店 |
| T | 1號月台    | 博覽線往濱海站（固蘭湖站）                                 |
| T | 島式月台   |                                                            |
| T | 2號月台    | 博覽線往喬治王站和生產路－大學站（緬街－科學世界站）       |
| T | 3號月台    | 不設常規服務                                               |
| T | 側式月台   |                                                            |
| X |            | 限制進入範圍                                               |
| S | 地面（東） | 體育館出入口、自動售票機、驗票閘門                         |

### 出入口
體育館－華埠站設有三個出入口：
- 市中心出入口坐落登斯梅街與比提街交界；
- 體育館出入口坐落博覽大道與亞拔街交界附近；
- 華埠出入口坐落奇化街西端盡頭處。

## 接駁交通
下列巴士線駛經體育館－華埠站：
| 巴士站編號                 | 服務路線                                                                                           |
| -------------------------- | -------------------------------------------------------------------------------------------------- |
| 登斯梅街夾甘比街（西行）   | 257號巴士，往馬蹄灣方向                                                                            |
| 甘比街夾登斯梅街（北行）   | 5號巴士，往洛遜街方向                                                                              |
| 甘比街夾登斯梅街（南行）   | 6號巴士，往戴維街方向 N15號深宵巴士，途經甘比街往海旁大道站方向 N24號深宵巴士，往林恩河谷方向      |
| 甘比街夾佐治西街（南行）   | 6號巴士，往戴維街方向 17號巴士，途經渥街往海旁大道站方向 N15號深宵巴士，途經甘比街往海旁大道站方向 |
| 博覽大道夾阿博特街（西行） | 23號巴士，往英吉利灣方向                                                                           |
| 帕特昆街夾博覽大道（北行） | 23號巴士，往緬街-科學世界站方向                                                                    |

## 外部連結
- 维基共享资源上的相關多媒體資源：體育館－華埠站